# سیارک ۲۱۳۶۳۷
سیارک ۲۱۳۶۳۷ (به انگلیسی: 213637 Lemarchal، نامگذاری:2002QM125)۲۱۳۶۳۷مین سیارک کشف شده‌است که در ۱۷ اوت ۲۰۰۲ کشف شد.